# Lena Frier Kristiansen
Lena Frier Kristiansen (* 12. März 1983 in Randers) ist eine dänische Badmintonspielerin. 

## Karriere
Lena Frier Kristiansen gewann 2008 den Titel im Damendoppel mit Kamilla Rytter Juhl bei den Europameisterschaften. Weitere internationale Titel erkämpfte sie bei den Dutch Open und den Finnish International. Bei den Macau Open und den Thailand Open wurde sie Dritte.

## Sportliche Erfolge
| Saison    | Veranstaltung                                    | Disziplin   | Platz | Name                                                                |
| --------- | ------------------------------------------------ | ----------- | ----- | ------------------------------------------------------------------- |
| 1999/2000 | Dänemark: Einzelmeisterschaften der Junioren U17 | Mixed       | 1     | Rasmus Andersen, Greve / Lena Frier Kristiansen, Randers            |
| 1999/2000 | Dänemark: Einzelmeisterschaften der Junioren U17 | Damendoppel | 1     | Lena Frier Kristiansen, Randers / Nethe F. Bramsen, Horsens         |
| 2001      | Junioren-Europameisterschaft                     | Mixed       | 3     | Peter Hasbak / Lena Frier Kristiansen                               |
| 2004      | Dutch Open                                       | Damendoppel | 1     | Lena Frier Kristiansen / Kamilla Rytter Juhl                        |
| 2004      | Dutch International                              | Damendoppel | 2     | Lena Frier Kristiansen / Kamilla Rytter Juhl                        |
| 2006      | Dutch International                              | Damendoppel | 2     | Kamilla Rytter Juhl / Lena Frier Kristiansen                        |
| 2006      | Macau Open                                       | Damendoppel | 3     | Lena Frier Kristiansen / Kamilla Rytter Juhl                        |
| 2006      | Thailand Open                                    | Damendoppel | 3     | Lena Frier Kristiansen / Kamilla Rytter Juhl                        |
| 2008      | Finnish International                            | Damendoppel | 1     | Lena Frier Kristiansen / Kamilla Rytter Juhl                        |
| 2008      | Dutch Open                                       | Damendoppel | 1     | Lena Frier Kristiansen / Kamilla Rytter Juhl                        |
| 2008      | Europameisterschaft                              | Damendoppel | 1     | Lena Frier Kristiansen / Kamilla Rytter Juhl                        |
| 2008/2009 | Dänemark: Einzelmeisterschaften                  | Damendoppel | 1     | Kamilla Rytter Juhl, Værløse / Lena Frier Kristiansen, Aarhus Elite |